# Kładka nad Śluzą Piaskową
Kładka nad Śluzą Piaskową to jednoprzęsłowy most położony we Wrocławiu, stanowiący przeprawę nad kanałem Śluzy Piaskowej. Wybudowany został w 1945 roku. Oparto go na ścianach kanału wodnego, od strony wody górnej śluzy. Udostępniony jest wyłącznie dla ruchu pieszego i rowerowego, stąd zastosowana nomenklatura w nazwie – kładka. Jest obecnie jedyną przeprawą mostową dla Wyspy Daliowej.
Prawy brzeg stanowi Wyspa Piasek. Natomiast lewy brzeg to Wyspa Daliowa. Do kładki na Wyspie Piasek dochodzi ulica Wodna i Bulwar Stanisława Kulczyńskiego.
Most oparty jest na ścianach kanału wodnego prowadzącego do śluzy wodnej – Śluzy Piaskowej. Pomost mostu posiada nawierzchnię wykonaną z drewna, a balustrady – z kształtowników stalowych. Konstrukcję mostu stanowią cztery jednoprzęsłowe belki stalowe, swobodnie podparte.